# 이반 쿨랴크
이반 비탈리예비치 쿨랴크(러시아어: Иван Витальевич Куляк, 2002년 2월 28일 ~)는 러시아의 체조 선수이다. 쿨랴크는 2019년 러시아 주니어 올라운드, 플로어 챔피언이자 수평봉 은메달리스트이다.

## 경력

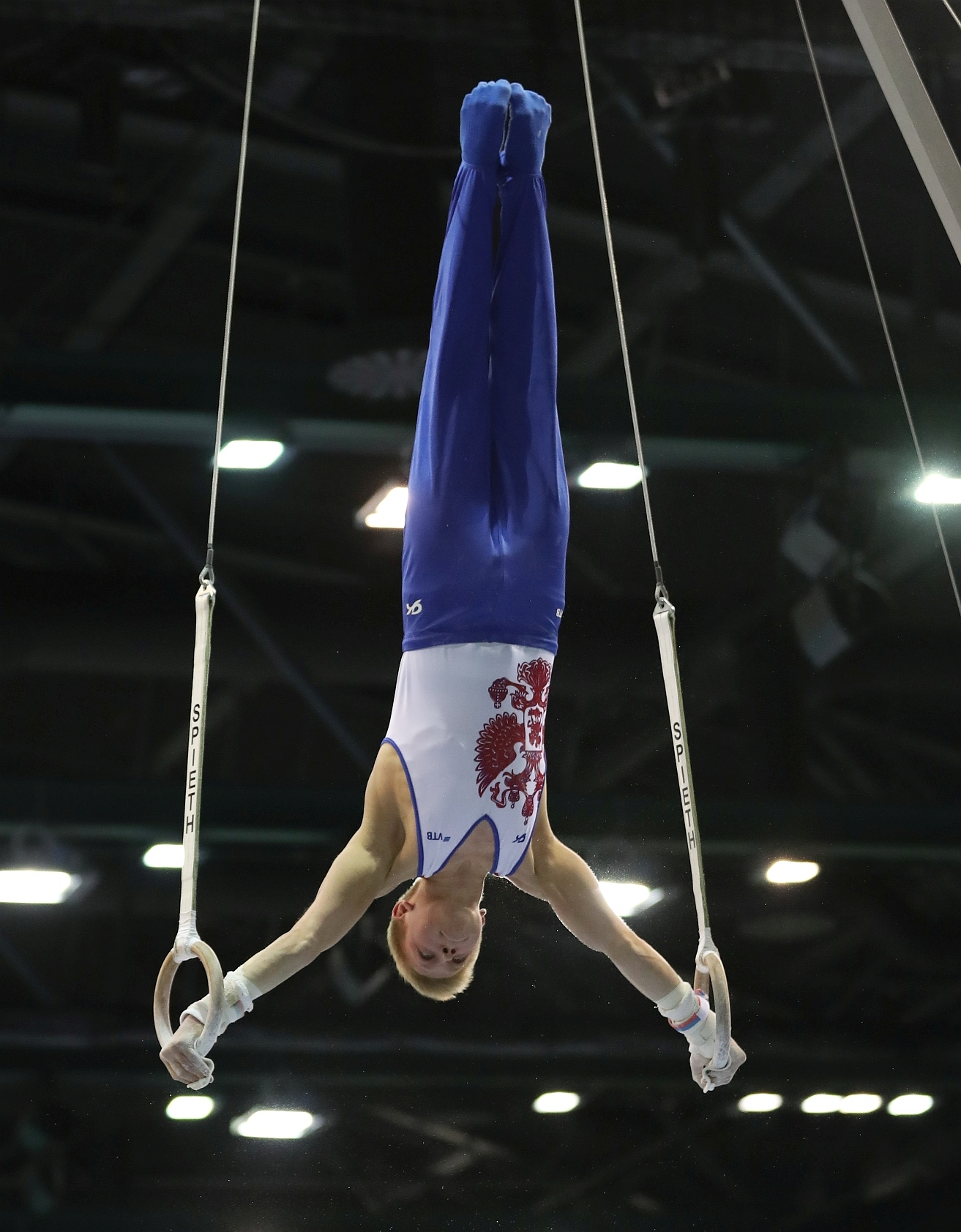
2019년 주니어 세계 기계 체조 선수권 대회 스틸링 장치 결승에 출전한 쿨랴크

쿨랴크는 2006년, 만 4세 때 러시아 칼루가에서 어머니가 그를 체조 수업에 다니게 하면서 체조를 시작했다.
2019년, 쿨랴크는 러시아 주니어 종합 및 플로어 챔피언 및 수평봉 은메달리스트가 되었다.
쿨랴크는 2019년 유럽 청소년 하계 올림픽 페스티벌에서 러시아를 대표하여 개인 종합 은메달, 플로어 앤 스틸링 동메달, 러시아 대표팀의 일원으로 은메달을 획득했다. 2019년에는 스포츠 마스터라는 칭호를 받았다.

### 2022년 월드컵 논란
2022년 3월 쿨랴크는 카타르 도하에서 열린 2022 FIG 기계체조 월드컵 시리즈 평행봉 대회 메달 시상식에서 가슴에 "Z 스티커"를 붙였다. 키릴 문자가 아닌 문자 "Z" 우크라이나에서 몇몇 러시아 침공군이 사용하는 전술 표시이다. 따라서 이 Z는 전쟁을 지지하는 상징이 되었다. 쿨랴크는 이 대회에서 우승한 우크라이나 선수 일리야 코우툰 옆 연단에 서서 이 기호를 내보였다. 대회 전에 국제 체조 연맹은 러시아 선수들을 대회에서 제외하기로 결정했지만, 러시아 선수들의 대회 출전 금지령은 3월 7일에 발효되었다.
3월 6일, 국제 체조 연맹은 체조 윤리 재단에 쿨랴크를 징계하는 절차를 개시하도록 요청할 것이라고 발표했다. 3월 8일, 화요일에 이어진 인터뷰에서 쿨랴크는 후회하지 않으며 "똑같이 할 것"이라고 말했다. 3월 18일, 쿨랴크는 올림픽에 출전하지 않았지만, 2022년 모스크바 집회에서 올림픽 메달을 목에 걸고 등장했다.
2022년 5월 17일, 국제 체조 연맹은 쿨랴크에게 2023년 5월 17일까지 1년간 출전을 정지하는 징계를 내렸다.